# Naglići
Naglići est une localité de Croatie située dans la municipalité de Brod Moravice, comitat de Primorje-Gorski Kotar. En 2001, la localité ne comptait aucun habitant.

## Démographie
| 1948 | 1953 | 1961 | 1971 | 1981 | 1991 | 2001 |
| ---- | ---- | ---- | ---- | ---- | ---- | ---- |
| 26   | 26   | 22   | 8    | 5    | 1    | 0    |